# Louis Raymond
Louis Bosman Raymond (Pretoria, 28 giugno 1895 – Johannesburg, 30 gennaio 1962) è stato un tennista sudafricano.

## Palmarès

### Olimpiadi
- Oro a Anversa 1920 nel singolare maschile.